# Plebejus foticus
Plebejus foticus är en fjärilsart som beskrevs av Szabó 1956. Plebejus foticus ingår i släktet Plebejus och familjen juvelvingar. Inga underarter finns listade i Catalogue of Life.